# Lauterstein
Lauterstein är en stad i Landkreis Göppingen i regionen Stuttgart i Regierungsbezirk Stuttgart i förbundslandet Baden-Württemberg i Tyskland. Staden bildades 1 januari 1974 genom en sammanslagning av kommunen Nenningen och staden Weißenstein.
Staden ingår i kommunalförbundet Mittleres Fils-Lautertal tillsammans med städerna Donzdorf och Süßen samt kommunen Gingen an der Fils.